# Zaaltoren
Een zaaltoren is in de kastelenbouw een toren die meerdere vertrekken per verdieping telt. Het lijkt op de woontoren, maar deze had slechts een vertrek per verdieping. Zaaltorens werden vooral tussen 1250 en circa 1350 gebouwd.
In Nederland was het een zeldzaam type en er zijn dan ook geen goede exemplaren bewaard gebleven. Deze kwamen voornamelijk voor in het westen van Nederland en rond het rivierengebied. Waarschijnlijk stonden ze ook in Groningen en Friesland, maar hier is minder over bekend. Door middel van opgravingen is gebleken dat onder andere de kastelen Balgoy, Starrenburg en Ter Kleef van dit type waren.

## Bron
- H.L. Janssen et al (1996): 1000 jaar kastelen in Nederland. Uitgeverij Matrijs. ISBN 90-5345-083-1. pagina: 89 - 91